# Roberta Mancino
Roberta Mancino (Anzio, 3 agosto 1980) è una modella e paracadutista italiana.
È cintura nera di kickboxing full contact e pratica anche l'immersione.

## Paracadutismo
Ha realizzato dal 2001 circa 8000 lanci di paracadutismo allenandosi nelle discipline freestyle, freefly, video e tuta alare. Ha iniziato a praticare base jump nel 2009 realizzando 180 lanci di cui 80 con la tuta alare.
Nel 2007 ha vinto i campionati italiani di paracadutismo freestyle gareggiando per il Freestyle Team Italia con il videoman Paul Seccomandi.
Nel 2014 segue nel loro percorso le ragazze di Calzedonia Ocean Girls.

### Partecipazione a record freefly in formazione
| data           | luogo                 | record              | numero paracadutisti/e |
| -------------- | --------------------- | ------------------- | ---------------------- |
| 31 luglio 2009 | Chicago (USA)         | mondiale            | 108                    |
| 15 giugno 2007 | Empuriabrava (Spagna) | europeo             | 40                     |
| 21 marzo 2008  | Eloy (Arizona) (USA)  | mondiale, femminile | 20                     |

### L'incidente di Uli Emanuele
Il 17 agosto 2016 il BASE jumper altoatesino Uli Emanuele, che aveva il compito di filmare per conto di GoPro un lancio della Mancino a Lauterbrunnen, in Svizzera, dopo una virata a destra prese ad avvitarsi, schiantandosi poi contro le rocce e morendo sul colpo.

## Attività come modella
Roberta Mancino lavora anche come modella. In questo campo il servizio di maggior successo è stato quello per il calendario della rivista Max per il 2009, con foto realizzate da Marco Glaviano.
In un sondaggio tra i lettori di Men's Fitness è stata scelta come sportiva più bella battendo in finale la giocatrice di beach volley Misty May.

## I lanci senza tuta
Nel 2003 a Pahokee (Florida), Roberta Mancino si è lanciata nuda per un servizio fotografico per Playboy.
Nel 2008 si è lanciata in topless per un servizio della trasmissione televisiva Le Iene con Marco Berry.
Al di là delle motivazioni di spettacolo che hanno dato origine a queste proposte, il lancio senza tuta è comunque, dal punto di vista sportivo, un'impresa estrema visto che alla quota da cui si effettuano i lanci la temperatura è rigida e l'atleta scende nell'aria gelida.